# 2025年苏州诚翼通用航空直升机坠毁事故
北京时间2025年5月2日约17点时一架由“苏州诚翼通用航空有限公司”负责的R44Ⅱ型直升机在苏州吴中区太湖“奥诗汀繁花”景区中于10米处迫降坠落，导致4伤1死。

## 背景

### 涉事飞机
涉事直升机为苏州诚翼通用航空有限公司管理的R44Ⅱ型直升机。

### 运营公司情况
近三年来，在2022年发生过同样的飞机坠毁事件。

## 事故
北京时间2025年5月2日约17点时一架R44Ⅱ型直升机在苏州吴中区太湖“奥诗汀繁花”景区迫降中坠落。据网友称在事故前此架直升机已前高强度工作。最后导致4伤1死。据报道死者是一名中年男子，此前正在陪同他的妻子和两个女儿玩耍。随后园区紧急闭园。